# Cuarteto de cuerda n.º 1 (Nielsen)

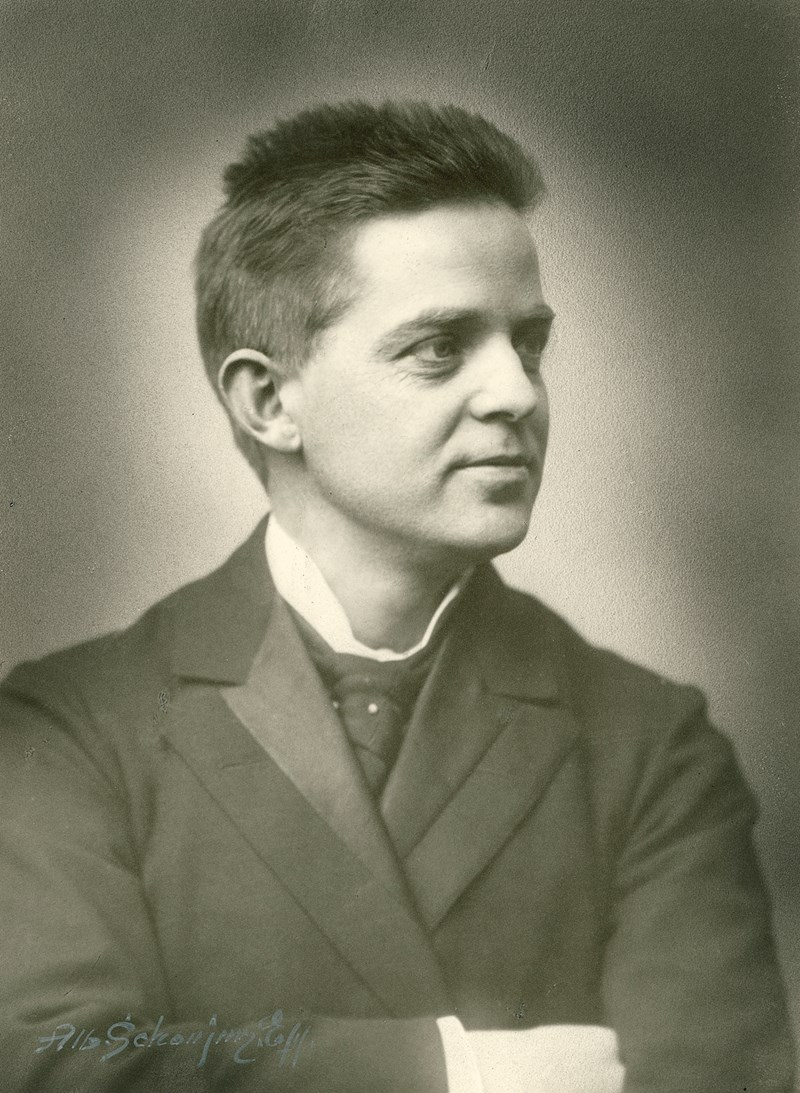
Nielsen en 1901.

El Cuarteto de cuerda n.º 1 en sol menor, Op. 13 fue compuesto por Carl Nielsen en 1889. Se trata del primero de los cuatro cuartetos de cuerda de la serie oficial del maestro danés.

## Historia

### Composición
Escrito originalmente en 1889, fue posteriormente revisado ligeramente para su estreno. En particular, Nielsen agregó una sección "Résumé"  en el Finale, reuniendo temas del primer, tercer y cuarto movimiento. Aunque se organizó con poca antelación, el concierto, dedicado a las obras de Nielsen, contó con una gran asistencia. Las otras piezas del programa fueron: Humoresque-Bagatelles para piano, Suite sinfónica, Opus 8, y Sonata para violín y piano en La mayor, Opus 9.

### Estreno y publicación
La primera interpretación se llevó a cabo en un concierto privado el 18 de diciembre de 1889 en Copenhague. El estreno público se celebró el 3 de febrero de 1898 en la sala pequeña de la Odd Fellow Palæet de Copenhague bajo la dirección del violinista Anton Svendsen. 
Fue publicado en 1900, dedicado a Johan Svendsen con motivo de su 60 cumpleaños.

## Estructura y análisis
La obra consta de cuatro movimientos:
- I. Allegro energico, en sol menor 4
4
- II. Andante amoroso, en mi bemol mayor 9
8
- III. Scherzo. Allegro molto, en do menor 6
8
- IV. Finale. Allegro (inquieto), en sol menor 2
4

La interpretación de esta obra dura aproximadamente 26 minutos. 

### I.Allegro energico
El primer movimiento, Allegro energico, está escrito en la tonalidad en sol menor y en compás de 4/4. Después de la tensión del primer tema, el violonchelo introduce un tema secundario más lírico. El desarrollo central modulado se rompe con acordes estridentes que conducen a una breve recapitulación. El segundo tema ahora lo introduce el primer violín. 

### II.Andante amoroso
El segundo movimiento, Andante amoroso, está en mi bemol mayor y en compás de 9/8. El movimiento lento es rítmico y evoluciona hacia una sección central en sol menor con un claro cambio de tono.

### III.Scherzo. Allegro molto
El tercer movimiento, Scherzo. Allegro molto, está en do menor y en compás de 6/8. Responde a una forma ternaria A-B-A de scherzo con trío. El Scherzo está dominado por la sección central de trío en sol mayor con su característico bajo.

### IV.Finale. Allegro (inquieto)
El cuarto y último movimiento, Finale. Allegro (inquieto), retoma la tonalidad inicial y el compás es 2/4. El Finale contiene un resumen de los temas principales de los movimientos tercero y primero, en contrapunto entre sí y, en un intento de unidad cíclica, termina con el tema principal del primer movimiento.

## Recepción de la obra
Según la información de la Sociedad Carl Nielsen, el Cuarteto de cuerda en sol menor se encuentra entre las obras más populares de Nielsen y es el cuarteto de cuerda más frecuentemente interpretado.